# Francisco António Cardoso de Meneses e Sousa
Francisco Antônio Cardoso de Meneses e Sousa (Lamego — Rio de Janeiro, 1771 ou 1772) foi um militar e administrador colonial português.
Filho de Luís Cardoso e Meneses e de Elena Teixeira de Castro.
Foi primeiro comissário da primeira partida da demarcação do Tratado de Madrid, em 20 de dezembro de 1752.
Foi governador da Capitania de Santa Catarina, assumindo o governo de 7 de março de 1762 a 12 de julho de 1765.
Foi governador da Colônia do Sacramento, em 1769.
No seu governo foi construído o Forte de Santana do Estreito.
Foi cavaleiro da Ordem de Cristo.